# Lacková
Lacková (Hongaars: Lackvágása) is een Slowaakse gemeente in de regio Prešov, en maakt deel uit van het district Stará Ľubovňa.
Lacková telt 167 inwoners.